# Trostruki surduk
Trostruki surduk je naziv lokacije u Beogradu, između Bežanije i Surčina na kojoj je tokom Drugog svetskog rata izvršeno masovno ubistvo između 240 i 450 Jevreja. Nije potpuno precizno utvrđen tačan broj ubijenih osoba, datum kada je izvršeno masovno ubistvo i odakle su osobe koje su bile ubijene dovedene.
Postoje stavovi da je ubistvo izvršeno u krajem septembra 1941. godine i da su ubijeni Jevreji dovedeni iz logora Topovske šupe. Određeni izvori informacija navode da je na ovoj lokaciju ubistvo izvršeno u februaru 1942. godine i da su Jevreji koji su ubijeni bili dovedeni iz logora Sajmište. U određenim izvorima informacija postoje navodi da je masovno ubistvo Jevreja izvršeno 17. oktobra 1941. godine, a da su oni na lokaciju Trostruki surduk dovedeni iz Banjičkog logora.

## Spoljašnje veze
- Propuštena prilika, Jovan Byford; tekst objavljen na internet sajtu Peščanika